# Azimuth (azienda)
Azimuth, in russo Авиакомпания АЗИМУТ (Aviakompanija Azimut), è una compagnia aerea privata russa fondata nel 2017 e con sede a Rostov sul Don.

## Storia
Azimuth è stata fondata nel 2017 con l’obiettivo di migliorare i collegamenti aerei nella Russia centrale e meridionale in seguito all’inglobamento di Donavia in Aeroflot e di sostenere l’industria aeronautica russa. Inizialmente registrata a Krasnodar, la compagnia venne trasferita a Rostov sul Don nel febbraio 2017.
A marzo 2017 sono stati ordinati in leasing i primi quattro Sukhoi Superjet 100-95LR, di cui il primo è stato consegnato a luglio. Il 7 dicembre 2017 Azimuth ha spostato tutti i voli dall’Aeroporto di Rostov sul Don al nuovo Aeroporto Internazionale Platov.
Il 29 settembre 2018 Azimuth ha iniziato a operare su rotte internazionali con un volo tra Rostov e Biškek; nel dicembre 2019 ha attivato le prime rotte al di fuori della CSI, volando il 1º dicembre verso Tel Aviv e il 22 dicembre verso Monaco. All’inizio del 2020 ha firmato un accordo con l’Aeroporto di Mineral'nye Vody per attivare una base.
Al MAKS 2021 è diventata il cliente di lancio russo dell’Airbus A220, avendo ordinato 6 A220-300.

## Flotta
Ad agosto 2021 la flotta di Azimuth è così composta: